# Jemielno (gemeente)

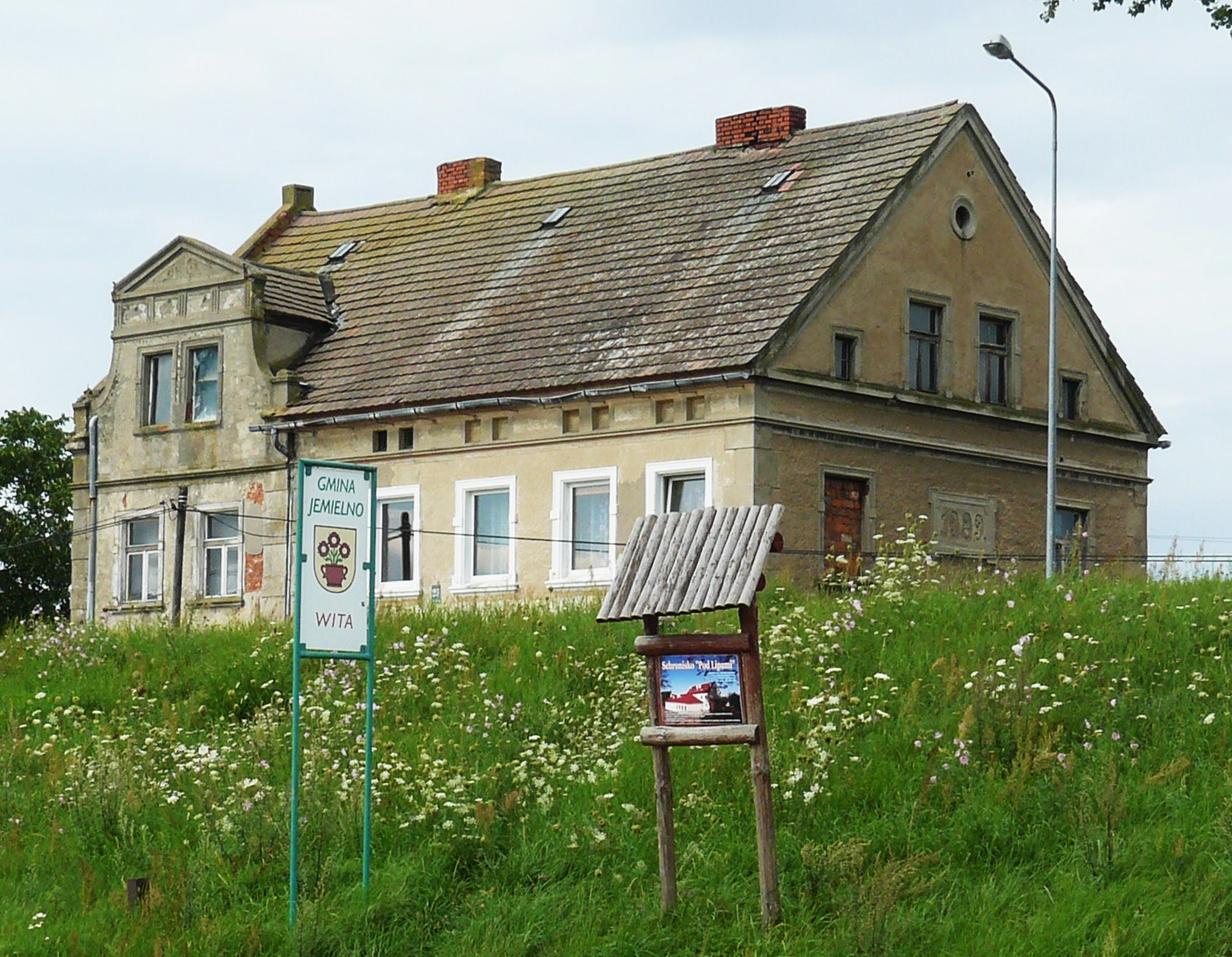

De gemeente Jemielno is een landgemeente in het Poolse woiwodschap Neder-Silezië, in powiat Górowski.
De zetel van de gemeente is in Jemielno.
Op 30 juni 2004 telde de gemeente 3099 inwoners.

## Oppervlakte gegevens
In 2002 bedroeg de totale oppervlakte van gemeente Jemielno 123,8 km², waarvan:
- agrarisch gebied: 46%
- bossen: 41%

De gemeente beslaat 16,77% van de totale oppervlakte van de powiat.

## Demografie
Stand op 30 juni 2004:
| Omschrijving                   | Totaal | Totaal | Vrouwen | Vrouwen | Mannen | Mannen |
| ------------------------------ | ------ | ------ | ------- | ------- | ------ | ------ |
| eenheid                        | aantal | %      | aantal  | %       | aantal | %      |
| inwoners                       | 3099   | 100    | 1587    | 51,2    | 1512   | 48,8   |
| bevolkingsdichtheid (inw./km²) | 25     | 25     | 12,8    | 12,8    | 12,2   | 12,2   |

In 2002 bedroeg het gemiddelde inkomen per inwoner 1629,15 zł.

## Administratieve plaatsen (sołectwo)
Bieliszów, Ciechanów, Cieszyny, Chorągwice, Daszów, Irządze, Jemielno, Kietlów, Luboszyce, Luboszyce Małe, Lubów, Łęczyca, Osłowice, Piotrowice Małe, Piskorze, Psary, Smolne, Śleszów, Uszczonów, Zdziesławice.

## Overige plaatsen
Borki, Chobienia, Czeladź Mała, Majówka, Równa, Stanowice, Zawiszów.

## Aangrenzende gemeenten
Góra, Niechlów, Rudna, Wąsosz, Wińsko